# Paris' historie
Paris' skæbne er et resultat af flere historiske faktorer. Det var Klodevig 1., der i det 5. århundrede besluttede at lægge flere af de centrale funktioner i kongeriget i den lille by.
Paris er placeret i et kryds mellem flere handelsveje, midt i et rigt landbrugsområde. Byen bliver i løbet af det 10. århundrede en af de mest betydningsfulde franske byer, med kongens palads, rige klostre og en katedral. I løbet af det 12. århundrede udvikler Paris sig endvidere til at blive et europæisk center for uddannelse og kultur.
Om det er den franske revolution eller begivenhederne i Majrevolten 1968, har Paris altid været centrum i fransk historie.

## Symbol
|  | Blasoneringen for Paris byvåben er:"På rød et sølv skib med udslået sejl, sejler på sølv bølger under en blå top med guld fleur-de-lys." Motto: "Fluctuat nec mergitur", der betyder: "Det bliver slynget omkring af bølgerne, men det synker ej". Byens skytsengel er Sainte Geneviève, som med sine bønner spredte Attila og hunnerne i det 5. århundrede. Hendes helgenskrin findes i dag i kirken Saint-Étienne-du-Mont. |

## Stednavn
Paris har sit navn efter det galliske stamme Parisii. Ordet Paris er i virkeligheden en transformation af det latinske Civitas Parisiorum (byen tilhørende Parisii), hvilket man genfinder i Lutetia Parisiorum. Oprindelsen til navnet for Parisii-stammen kendes ikke med sikkerhed.

## De første bosættere
De første spor af mennesker i Île-de-France går cirka 40.000 år tilbage, som man har fundet spor af langs Seinens bredder.
Det mest opsigtsvækkende fund, man har gjort drejer sig om sporene efter en landsby fra yngre stenalder (mellem 4.000 og 3.800 f.Kr.). Fundstedet er 3 ha stort og ligger i Bercy i det 12. arrondissement. Det består af 3 træbåde, forskellige potter, en bue af træ, pilespidser og redskaber fremstillet i ben og sten. 

## Antikken
I 52 f.Kr. sejrer Romerne under ledelse af Titus Labienus over de galliske stammer aulercierne, senonerne og parisii i Slaget om Lutetia. Dette betyder begyndelsen på romernes besiddelse af Lutetia Parisiorum. Romerne fik en unik mulighed for at konstruere en by efter romersk forbillede, da gallerne valgte at ødelægge broerne og brænde byen, frem for at lade den falde i hænderne på romerne.